# Acaricide
Un acaricide est une substance active ou une préparation phytopharmaceutique ayant la propriété de tuer les acariens. 
Selon leur mode d'action, les acaricides agissent en perturbant la respiration cellulaire, les phénomènes de croissance et de développement, ou le système nerveux.

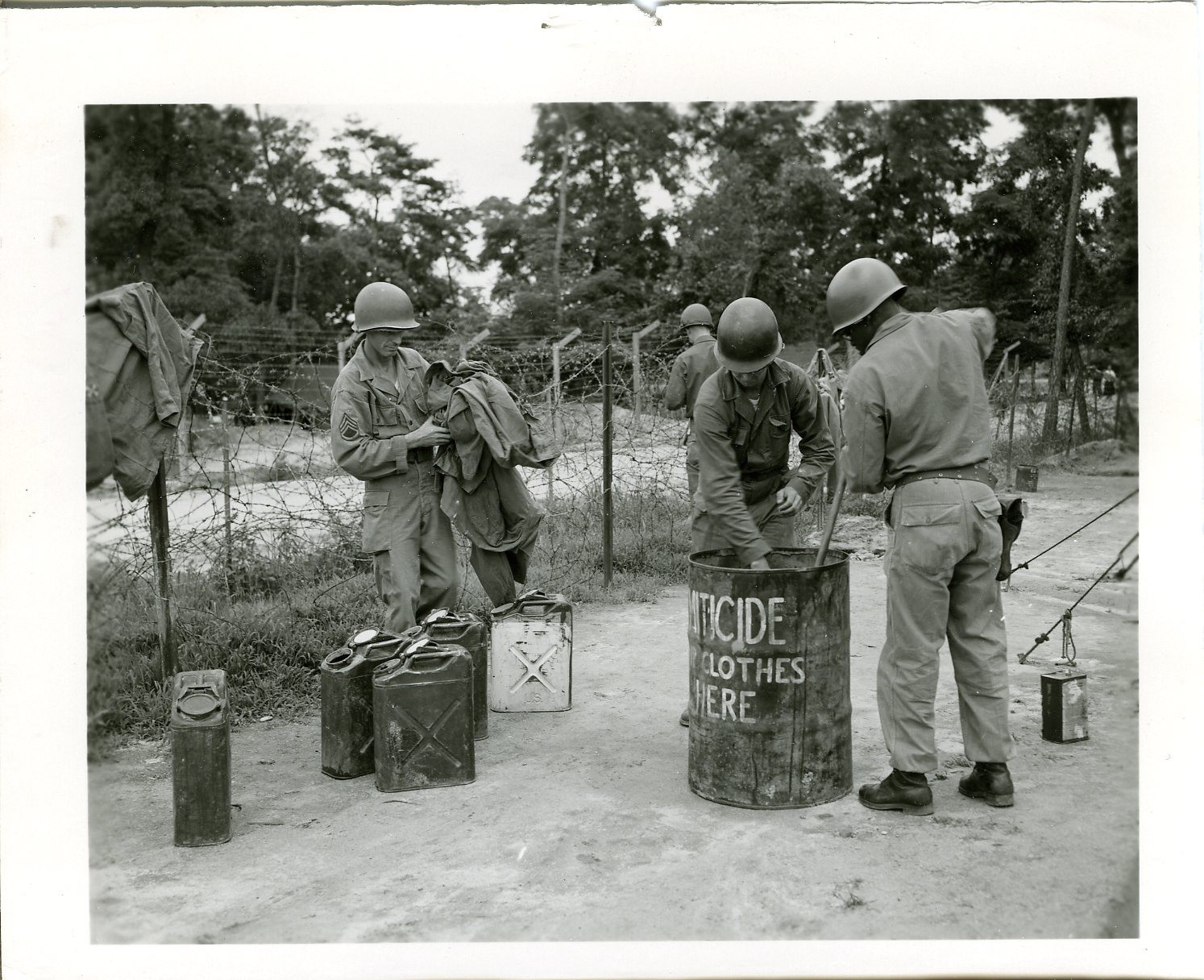
Soldats d'un camp militaire américain trempant leurs vêtements dans un acaricide (Source : Archives médicales militaires des États-Unis ; Ref : MIS 58-6306-1)

Leur type d'action peut être ovicide (sur œufs d'hiver et/ou d'été), larvicide, adulticide, et parfois stérilisant sur les femelles.

## Efficacité des acaricides
Les acaricides sont vendus en pharmacie, directement par des laboratoires s'occupant de produits anti-allergiques, ou hors du circuit médical. Il faut se méfier de certains  de ces derniers car ils peuvent avoir une action acaricide, mais sans tuer les œufs et les larves.

## Produits efficaces recommandés

### Selon le site sante-medecine.journaldesfemmes.com
- En pharmacie : Acardust[réf. nécessaire]. Au  20/12/2017, l’efficacité de ce produit est non finalisée d'après l'ANSES (Agence nationale de sécurité sanitaire de l'alimentation, de l'environnement et du travail )[2].
- recommandé par l'AFPRAL (Association française de prévention des allergies) :  Dyn'R, AllerbioFebreze[réf. nécessaire]

## Liste d'acaricides
- Abamectine
- Azocycloétain
- Benzoximate
- Bifenthrine
- Brofenprox
- Bromopropylate
- Chinométhionate
- Chlorofénizon
- Clofentézine
- Cyflumétofène
- Cyhexaétain
- Diénochlore
- Diéthion
- Dinosèbe
- Disulfoton
- Fenpropathrine
- Fenvalérate
- Fénazaquin
- Fipronil
- Malathion
- Menthol
- Nicotine
- Phorate
- Phosphine
- Trichlorfon

## Produits considérés comme non-efficaces
Les expériences en laboratoires montrent que les matelas, oreillers et couettes traités contre les acariens perdent rapidement ces propriétés.[réf. nécessaire]